# Yuto Miwa
Yuto Miwa (jap. 三輪優翔 Miwa Yuto; ur. 10 listopada 1998) – japoński zapaśnik walczący w stylu wolnym. Zajął 27. miejsce na mistrzostwach świata w 2023 roku. Czwarty w Pucharze Świata w 2019. Mistrz Azji kadetów w 2015 roku.